# Juan Cervera (político)
Juan Cervera (18?? - 18??), fue un político mexicano, nacido y fallecido en Mérida, Yucatán. Fue brevemente gobernador provisional de Yucatán en dos ocasiones, en 1878 y en 1880 cuando sustituyó por ausencia temporal al gobernador en funciones que era Manuel Romero Ancona.

## Datos históricos
El 1 de febrero de 1878, por ser vocal del gobierno del estado, se hizo cargo del gobierno de Yucatán que encabezaba Manuel Romero Ancona, quien había sido elegido  por el voto popular. Había sido también electo vicegobernador del estado en esa ocasión José María Iturralde Lara.
Dos años después, el 20 de marzo de 1880, con motivo de la ausencia tanto del gobernador como del vicegobernador del estado, Juan Cervera que era segundo vocal de gobierno (el primer consejero era Teodosio Canto, quien tampoco estaba disponible en el momento) se hizo cargo otra vez del poder ejecutivo del estado por ministerio de ley.